# Amphitecna spathicalyx
Amphitecna spathicalyx е вид растение от семейство Bignoniaceae. Видът е критично застрашен от изчезване.

## Разпространение
Разпространен е в Панама.